# Rubrivivax gelatinosus
Rubrivivax gelatinosus ist ein Bakterium. Es zählt zu den sogenannten Nichtschwefelpurpurbakterien. Für die Energiegewinnung kann es die Photosynthese nutzen, ist aber auch in der Lage durch Atmung oder Gärung im Dunkeln zu wachsen. Es kommt z. B. in Süßwasserteichen und im Klärschlamm vor.

## Merkmale
Die Zellen von Rubrivivax gelatinosus sind gerade oder gekrümmte Stäbchen. In jungen Kulturen sind sie durch polare Begeißelung stark beweglich. In älteren Kulturen heften sie durch eine starke Schleimproduktion aneinander und erscheinen unbeweglich. Die starke Schleimbildung ist ein kennzeichnendes Merkmal dieser Art. Daher kommt auch der Artname R. gelatinosus, gelatinosus ist lateinisch und bedeutet so viel wie gallertartig. Die Zellen zeigen eine Breite von 0,4–0,7 μm und eine Länge von 1–3 μm, in älteren Kulturen können Längen von bis zu 15 μm auftreten, die Zellen sind dann unregelmäßig gekrümmt.
Die inneren, an der Photosynthese beteiligten Membranen erscheinen als fingerförmige Einstülpungen. Wenn die Kulturen unter anaeroben (unter Ausschluss von Sauerstoff) und gleichzeitig mit Licht gehalten werden, sind sie blass pfirsichfarben bis schmutzig gelblich-braun gefärbt. In Gegenwart von Sauerstoff erscheinen die Zellen farblos bis leicht gelb-braun.
Der GC-Gehalt liegt zwischen 70,0 und 72,5 %.

## Stoffwechsel
Zur Energiegewinnung kann das Bakterium durch die anoxygene Photosynthese das Licht nutzen.  Man spricht hierbei von der anoxygenen Photosynthese, weil hierbei kein Sauerstoff gebildet wird, wie es bei der oxidativen Photosynthese der Fall ist. Letztere wird vor allem von Pflanzen durchgeführt. Rubrivivax gelatinosus kann die Photosynthese als einzigen Weg zur Energiegewinnung nutzen (man spricht von photoautotrophen Bakterien), als Elektronendonator (Elektronenspender) dient dann Wasserstoff. Der bevorzugte Stoffwechselweg ist aber photoheterotroph, hierbei können verschiedene organische Verbindungen dem Bakterium als Elektronenspender dienen. Im Dunkeln ist es auch in der Lage durch Atmung oder, wenn kein Sauerstoff vorhanden ist, durch Fermentation (chemotroph) zu wachsen. Unter Ausschluss von Sauerstoff im Dunkeln erfolgt die Fermentation von z. B. Pyruvat. Im Dunkeln kann R. gelatinosu auch Kohlenstoffmonoxid (CO) als einzige Energie- und Kohlenstoffquelle nutzen. Unter diesen Bedingungen treten erhöhte Aktivitäten der Enzyme RuBisCO und des Serinweges auf.
Bei den zur Photosynthese genutzten Pigmenten handelt es sich um Chlorophyll a und Karotinoide. Es sind Ubichinon vom Typ Q-8 und Menachinon vom Typ MK-8 vorhanden.
Bei R. gelatinosus wurde die Citratlyase, ein Enzym zum Abbau von Citrat, nachgewiesen, das Bakterium zeigt gutes Wachstum mit Citrat als Kohlenstoffquelle. Hierbei werden große Mengen von Acetat ausgeschieden. Wenn kein Citrat mehr vorhanden ist, wird das Acetat als Quelle genutzt.

## Systematik
Die Art Rubrivivax gelatinosus zählt zu der Familie der Comamonadaceae. Diese wird zu der Abteilung der Proteobacteria gestellt. Das Bakterium wurde bereits im Jahr 1907 von H. Molisch zuerst beschrieben, zu dieser Zeit wurde es als "Rhodocystis gelatinosa" geführt. Spätere Untersuchungen führten zu der taxonomischen Umstellung. Im Juni 2021 zählten noch zwei weitere Arten zu der Gattung, die im Jahr 2020 zuerst beschriebene Art Rubrivivax albus und Rubrivivax benzoatilyticus, letztere wurde 2006 beschrieben.

## Horizontaler Gentransfer
Bei der Untersuchung des Photosyntheseapparats von Gemmatimonas phototrophica (Gemmatimonadota) wurde eine große genomische Ähnlichkeit 
zu R. gelatinosus (Stamm IL144) festgestellt. 
Wahrscheinlich erwarben Vorfahren Gene für eine sauerstofffreie Photosynthese per horizontalem Gentransfer (HGT) von einem entwicklungsgeschichtlich alten phototrophen Proteobakterium wie R. gelatinosus.